# Yessenia Coely Zelaya
Yessenia Coely Zelaya Galeas (sinh ngày 24 tháng 11 năm 1974 tại Choluteca, Choluteca) là một chính trị gia người Trinidad. Bà hiện đang giữ chức phó đại biểu của Quốc hội Honduras đại diện cho Đảng Quốc gia Honduras cho Choluteca.
Năm 2012, bà tham gia cuộc bầu cử sơ bộ để trở thành Thị trưởng của Choluteca.